# برودنت دي مورايس
خوسيه دي مورايس باروس (بالبرتغالية: Prudente José de Moraes Barros‏) (4 أكتوبر 1841-3 ديسمبر 1902) . سياسي برازيلي، شغل منصب رئيس الجمهورية في الفترة 15 نوفمبر 1894 إلى 15 نوفمبر 1898. وهو الرئيس المدني الأول للبرازيل، كما يعد أول رئيس ينتخب شعبيأ وفقاً لأحكام دستور 1891 البرازيلي.
تميزت فترة حكمه بتمرد واسع في المقاطعات الشمالية من البلاد تم سحقه من قبل الجيش البرازيلي. كما وتميزت فترة حكمه بانقطاع العلاقات الدبلوماسية مع البرتغال.
و شغل مورايس قبل أن يصبح رئيسا للجمهورية، منصب رئيس مجلس الشيوخ وذلك في الفترة 1891-1894. وشغل عام 1891 منصب رئيس المؤتمر التأسيسي الذي صاغ وأقر دستور عام 1891 في البرازيل. وقبلها كان حاكما لولاية ساو باولو
في الفترة بين 10 نوفمبر 1896 و4 مارس 1897، تسلم نائب الرئيس مانويل فيتورينو بيريرا	بسبب خضوع مورايس إلى عملية جراحية .
وفي 5 نوفمبر 1897، تعرض مورايس اثناء احتفال عسكري إلى محاولة اغتيال . لكنه نجح بالهروب دون ان يصاب بأذى .